# Средњовековна Италија
Средњим веком у Италији се сматра раздобље од пада Западног римског царства 476. године до културног препорода који је почео средином 14. века.

## Позна антика. Ратови са Германима
У 5. веку Римско царство нападају Визиготи, чији војсковођа Аларих I улази у Рим 410. године. Престоница је међутим била премештена у Равену, па тај пораз наизглед није имао велик значај. У то време су земљу штитиле плаћеничке војске, а њихови генерали су били најутицајнији људи у царству. Најмоћнији међу њима, Одоакар, свргнуо је 476. са престола Ромула Августула — последњег цара Римског царства. Одоакар је владао земљом као краљ из народа (rex gentium) наредних седамнаест година и формално признао власт Зенона, који је владао Византијом. Није спроводио никакве реформе, и све је остало исто као и за време претходних царева, само су хришћани имали још веће слободе.
Одоакар се борио против Вандала, који су заузели Сицилију, и против осталих германских племена која су претила царству. Зенон је 489. године одлучио да из Византије истера Остроготе, који су живели на обалама Дунава. Протерао их је у Италију, већ слабу од бројних сукоба са германима. Остроготски краљ Теодорих Велики је то искористио и 25. фебруара 493. свргнуо са власти Одоакара. Теодорих је дуго живео у Константинопољу, те је као романизовани герман имао римско грађанско право. За своје владавине, успео је да делимично обнови и оснажи царство. Поправио је инфрастуктуру, проширио границе и обновио економију. Готи су и даље били аристократија и моћан мањински народ, док су већину становништва чинили Латини. Античка култура је као свој последњи изданак на Западу дала филозофа Боетија, кога је Теодорих запослио као свог министра.
Почетком 6. века Византија напада Италију и Јустинијанове војсковође, Велизар и Нарзес односе победу и руше Остроготску краљевину 552. године. Овај сукоб, познат под именом Готски рат, зауставио је културни и цивилизацијски напредак Апенинског полуострва. Становништво је десетковано, што у рату, што од куге која је избила 559. године, а број варварских племена која су учествовала у рату на страни Византије се повећавао. Градови су били порушени и број становника у њима био је смањен. Људи су се опет окретали пољопривреди, а живели су скромније и примитивније него икад. Повлачење византијских снага, обезбедило је простор Лангобардима и њиховом краљу Албоину. Византинци су им пружали минималан отпор, али се и све више концентрисали у приморским областима, спремни за одлазак. Ови су полако заузимали читаво полуострво и ускоро Павију прогласили лангобардском престоницом. Византија је задржала сасвим мали део Италије: делове Лациа и Емилија–Ромање, и мали део Умбрије и Лигурије. Ова територија била је позната под именом Равенски егзархат. Под влашћу Византије биле су и велике италијанске луке Напуљ и Венеција, које ће се неометано развијати и јачати.

## Јачање Цркве. Пад егзархата
Још од цара Константина Великог папа је имао огроман утицај на становништво и велику моћ на двору. Након пада Западног римског царства 476. Црква је опстала као неуздрмана и утицајна институција, на чију подршку су рачунале чак и вође варварских племена која су нападала Рим. Монашки редови, који су убрзо оснивани, имали су велику улогу у економском животу земље, али и у очувању античке културе. Од папе Гргура I њихова моћ нагло расте. Народ у Италији је званично признавао власт византијског цара, али је заштитничку фигуру видео у верским поглаварима, који су их штитили од варварских упада, били њихови духовни оци и неретко им обезбеђивали храну за време неродних година. Чак је и Константинопољ пружао финансијску помоћ и подршку папама и бискупима. Због тога су ови полако почели да граде сопствену државу.
У осмом веку јачају франачке династије Каролинг и Меровинг, које се боре за престо. Схвативши чију подршку треба да траже, Каролинзи обезбеђују папи војну заштиту, а овај их зато проглашава легитимним наследницима Римског царства. Године 751. Лангобарди освајају Равенски егзархат (али не и луке), па папи притиче у помоћ франачки краљ Пипин Мали. Пет година касније, Лангобарди су после два века владавине, у потпуности уништени и протерани са Апенинског полуострва, а папа добија власт над целом централном Италијом. Тако званчино настаје Папска држава, са центром у Риму.

## Свето римско царство
До 774. Карло Велики је протерао Лангобарде из Италије, а 25. децембра 800. године крунисан је за цара Светог римског царства. Нови назив државе, којим се Карло Велики проглашава за легитимног наследника Римљана, изазвао је бројне контроверзе и бес Источног римског царства. Ипак, Византија је 812. признала постојање другог римског царства, уз гаранцију да њене луке на Апенинском полуострву неће бити нападане. На југу Италије, ни једно од ова два царства није успело да истински наметне своју власт. Ту су још увек владала лангобардска војводства Сполето и Беневенто. Војводе су само формално прихватиле ауторитет Карла Великог. Још већу моћ стекла је Венеција. Договором заштићена од Франачке, а доста удаљена од Византије, развила се довољно да се слободно богати и обавља трговачке послове са целим Медитераном.
Владавина Карла Великог је била мирна, али није ишла у корист стновништву Апенинског полуострва. Повлачење границе између Истока и Запада се наставило, а разлике и нетрпељивост су крајем 9. века постале изразите. После Карлове смрти 814. године, моћна Франачка држава почела је да слаби услед јачања локалних феудалаца, Млетачке републике и напада Сарацена. Његов наследник, Луј I Побожни, умро је 840. па је Свето римско царство Верденским споразумом из 843. подељено на три дела: Италију, Француску и Немачку. Лујев најстарији преживели син, Лотар I, задржао је титулу цара, али су његова два брата били суверени владари својих територија. Тако је Франачка дражава престала да постоји као целина. Лотарову државу, која је обухватала северне делове Италије, његов син Луј II прогласио је краљевином.
Криза која је настала после Карлове смрти, проширила се и ван краљевске породице. Сицилију је заузело муслиманско племе Аглабиди, док су Калбиди остали на њој до 1053, када је престао да постоји Сицилијански емират. Године 846. муслимани нападају Рим, и пљачкају злато и сребро из Базилике Светог Петра. Тек око 951. јављају се претензије да се немачки и италијански престо уједине. То се дешава 962. године, када је немачки владар Отон I проглашен новим краљем Светог римског цартва. Он је био први Немац који је владао Италијом, и за папу је поставио Силвестера II — првог француског папу.

## Јачање независних градова
Још за време Карла Великог, а нарочито после његове смрти, јужна Италија је била потпуно одвојена од Светог римског царства. Након слабљења византијског утицаја, лангобардски војвода Арехис II прогласио се за принца јужних територија и тражио делимичну аутономију. И Византија и Франачка су признале његову власт, али под условом да и даље плаћа порезе и дуговања Светом римском цару. За време владавине Сикарда, војводство Беневенто је било у свом врхунцу. Јужна Италија убрзо постаје изложена нападима Сарацена и напуљског војводе Андреја. Након Сикардове смрти 839. у војводству избија грађански рат, а свака аристократска породица имала је свог кандидата за место новог принца. Десет година касније, цар Луј II окончава рат и дели војводство на два дела: Беневенто и Салерно. Анархија је владала и у некадашњим грчким колонијама, Напуљу и Амалфију, који су такође желели аутономију. Напуљ је и у прошлости показивао јаку жељу за самосталношћу, исказујући нетрпељивост чак и према папској власти. Године 801. Византија је изабрала свог човека за напуљског војводу, али се он показао као недовољно способан да влада. Након што су га сменили, Византија је покушала да постави другог, али народ се побунио и сам изабрао свог војводу — Стефана III од Напуља, који полако кидао све везе са Истоком. Убрзо је Напуљ уживао такву аутономију да је чак сам ковао свој новац. После Стефана, на власт је дошла династија Серђи, која је управљала градом наредна три века. И у Гаети и Амалфију су желели да се ослободе византијског патронства. Први префект Амалфија изабран је 839. године.
Сви ови градови, заједно са Венецијом на северу, успели су у својим покушајима да стекну бар делимичну независност. Два века касније, пре Фиренце и осталих великих градова, та независност је постала потпуна.

## Освајања јужне Италије
Године 852. Сарацени су заузели Бари и основали емират. Грчки утицај на Јадрану, као и трговина са Венецијом били су угрожени, те је византијски цар затражио интервенцију од немачког цара Лудвига II. Лудвиг са војском креће на Бари, и осваја га 871. године, после дуге опсаде. Желећи да смири југ царства, запаљен идејама о независности, он полази у поход на војводство Беневенто, али принц Аделхис успева да га зароби. Видевши своју прилику, Сарацени поново крећу у напад, а уплашени Аделхис ослобађа цара Луја, уз гранацију да овај више никада не нападне његову област. Иако је Аделхис после овог успеха проглашен за краља Лангобарда, његови наследници нису успели да одрже његову моћ и Беневенто је морао да призна власт Салерна.
Моћ Византије је убрзо поново порасла, па самим тим и њен утицај на југу Италије. Исцрпљени у ратовима за независност, градови су лако потпали под њену власт. Сицилију и њен главни град Сиракузу су 878. освојили Арапи, а почетком једанаестог века, византијску и лангобардску власт у јужној Италији су срушили Нормани. Они су такође укинули слабашну аутономију Напуља и осталих градова, и протерали Арапе са Сицилије. Византијски владар Манојло I Комнин кренуо је 1155. на Нормане, али је изгубио. Године 1158. Италија се ослободила вишевековног утицаја Византије. Норманско заузимање јужне Италије трајало је годинама, било је непланирано и неорганизовано. Они су дуго радили као плаћеничка војска за лангобардске и византијске фракције, док се нису ујединили и наметнули своју власт.

## Крај средњег века у Италији
Јачање градова Пизе, Вероне, Ђенове и других, на челу са Венецијом, наговестило је крај средњег века у Италији. Папа је био принуђен да прихвати ауторит моћних породица које су владале тим градовима. Долази до све чешћих сукоба између секуларне и световне власти, што кулминира борбом за инвеституру. Наиме, било је питање ко сме и треба да бира и поставља бискупе. У међусобној борби цара и папе, на северу Италије је ојачао Ломбардски савез, сачињен од неколико великих градова у жељи да се одупру и световном и црквеном поглавару. Овај савез је био финансијски потпомогнут од Византије, која је желела да Немцима зада последњи ударац у борби за Италију. Ту се наравно крила жеља да она сама поврати утицај који је некада имала на Апенинском полуострву. Средином четрнаестог века, када се јављају први знаци ренесансе и хуманизма, Италијом владају Нормани (на југу), Папска држава (у централном делу), Ђенова на северозападу, Свето римско царство на северу и Венеција, која је обухватала и делове Балкана.

## Живот, религија и култура у средњовековној Италији
Освајачи нису могли Римљане начинити робовима или слугама, али сиромаштво и беда су ипак били присутни. Римљани су се окретали пољопривреди и обрађивали своја имања. Склапањем бракова или деобом, породична земља би се делила и постепено нестајала. Живот и привреда у градовима постали су примитивни и сведени на пуко преживљавање од размене робе. Рушењем градова уништен је огроман део античког наследства. Библиотеке богатих Римљана су нестајале у пожарима током варварских освајања, или у смишљеним нападима фанатичких хришћана, који су желели да искорене паганску заоставштину. Најписменији део становништва био је клер, а незнатан део античког наслеђа сачувале су баш манастирске библиотеке. Италијански свештенци проширили су писменост и црквено учење међу остале западне народе. Учени монах Бенедикт Нурсијски основао је у 5. веку манастир Монте Касино и написао Правило по коме су се управљали свештеници наредних неколико стотина година. Он је био оснивач монашког реда који је по њему назван бенедиктински. Бенедиктинци су касније постали папини савезници и ватрени борци против цара. У средњем веку је у Италији основан још један од три велика монашка реда — фрањевци, који су следили учење светог Фрање Асишког (трећи су били доминиканци). Највећа претња Цркви биле су секте патарени и катари, али већ у 12. веку измишљена је инквизиција — установа која суди и кажњава јеретике. Ускоро је инквизиција служила не само за кажњавање богохулних, већ и за све остале неистомишљенике Цркве, а казне попут спаљивања на ломачи, биле су страховите.
Од једанаестог века, са развојем градова порасла је и потражња за световним занимањима, која су изискивала темељно образовање. Стога се јавила потреба за високим школама, а једна од њих, Универзитет у Болоњи, основана је 1088. године као први универзитет на свету. У исто време обнавља се и новчана привреда, па Фиренца почиње да производи сопствени новац — флорин, док је Венеција увелико трговала главним европским новцем — грошем и дукатима. У градовима се јавља нови друштвени слој — грађанство, а са њима расте и свест о уметности и књижевности. Књижевна дела у средњем веку у Италији су као и свугде, писана на латинском језику. Посебан допринос средњовековној књижевности дали су путујући музичари, приповедачи и певачи — минстрели и трубадури. Најистакнутији филозоф раног средњег века, био је Боетије, кога су називали последњим Римљанином, док се у тринаестом веку истакао доминиканац и схоластички теолог Тома Аквински. У позном средњем веку у Италији су се развила два правца у уметности: романика и готика, која је најавила ренесансу и културни препород Европе.
Све ово се додуше не односи на Венецију, која се за то време развијала и јачала. На завршетку средњег века, Венеција је била један од културних центара цивилизације и највећа светска сила, са највећом трговачком флотом, која је већ тада бројала 3.300 бродова и 36.000 морнара.